# Kościół Najświętszej Rodziny
Kościół Najświętszej Rodziny w Krakowie – rzymskokatolicki kościół parafialny znajdujący się w Krakowie, w dzielnicy XII Bieżanów-Prokocim przy ul. Aleksandry 1.

## Historia kościoła
Kościół został wzniesiony w latach 1983–1992. Jest to postmodernistyczna budowla w kształcie rotundy, przykryta kopułą z krzyżem na szczycie. Projektantem, wykonanej z cegły świątyni był architekt Janusz Gawor. Wnętrze kościoła zaprojektował Wincenty Kućma.
W 1994 kard. Franciszek Macharski nadał mu tytuł Sanktuarium Najświętszej Rodziny. Prace budowlane zakończono na początku lat 90. XX wieku, natomiast prace wykończeniowe trwały do 2008 roku. Ostatnim etapem wieńczącym budowę było wykonanie ołtarza, budowanego od roku 2004. Projektantem ołtarza wykonanego z drewna lipowego był prof. Wincenty Kućma.
Podczas mszy świętej w niedzielę Najświętszej Rodziny (28 grudnia 2008 roku) ks. kard. Stanisław Dziwisz dokonał konsekracji krzyżmem świętym Sanktuarium.

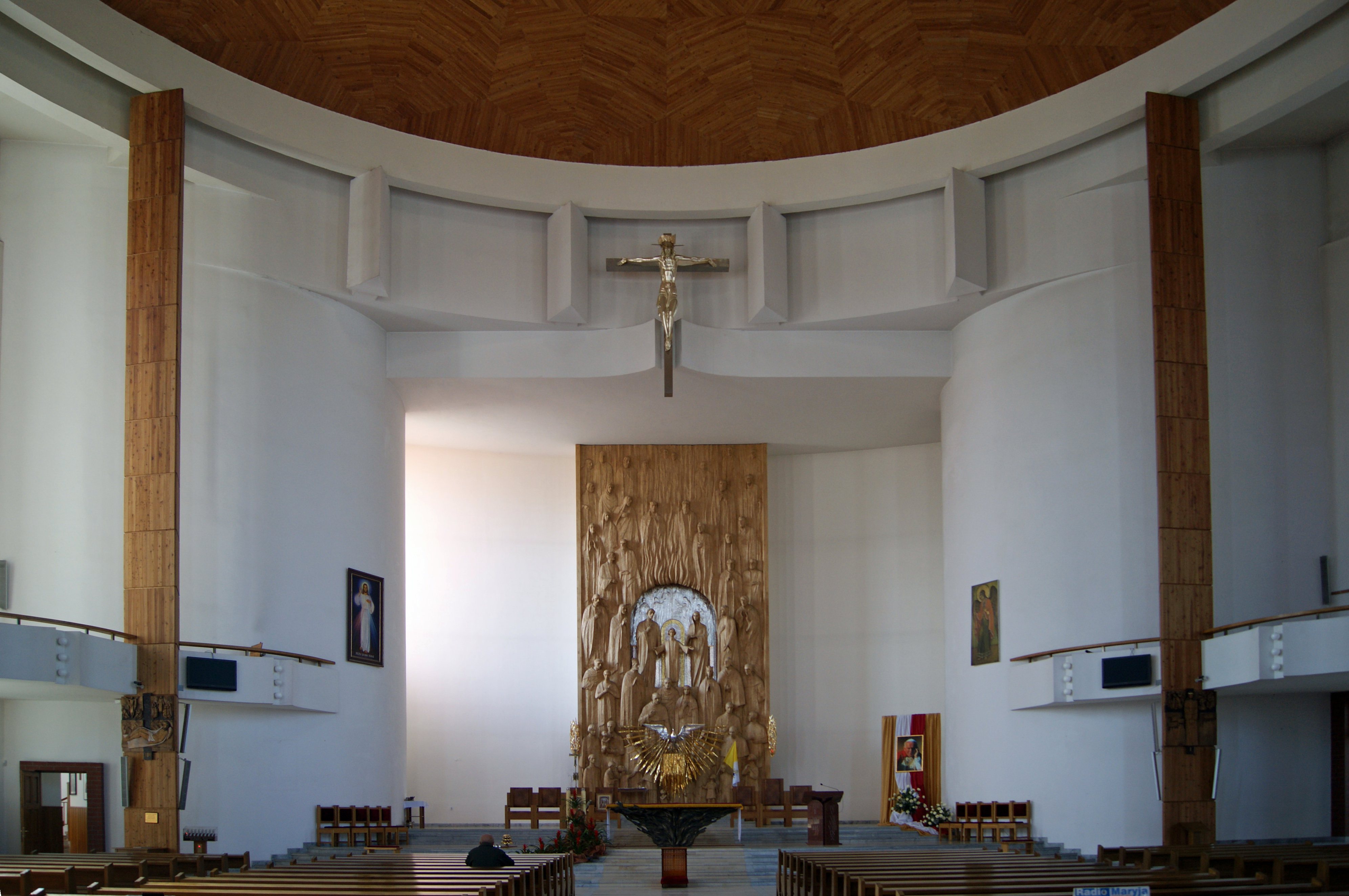
Wnętrze kościoła

Parafia należy do dekanatu Kraków-Prokocim archidiecezji krakowskiej.